# Пруст, Адриан
Адриан (Адриен) Ахилл Пруст (фр. Adrien Achille Proust; 1834—1903) — французский врач-гигиенист, профессор медицинского факультета, отец Марселя Пруста.

## Прусты
Сын Франсуа-Валантена Пруста (1801—1855) и Катерины-Виржинии Торшё (1808—1889). Франсуа-Валантен Пруст был хозяином бакалейной лавки в небольшом городке Илье близ Шартра. Предки Адриена Пруста, принадлежавшие к мелкой буржуазии, ещё в XVI веке обосновались в этом городе.
У Адриена Пруста была сестра Элизабет (1828—1886), вышедшая в 1846 году за местного жителя Жюля Амио (фр. Jules Amiot, 1816—1912), торговца сукном. В их доме часто проводил каникулы маленький Марсель, впоследствии изобразивший его в своём романе как «дом тётки Леонии».

## Биография и карьера
Адриен Пруст уже в начальной школе демонстрировал выдающиеся способности, благодаря которым получил стипендию для обучения в Шартре. После окончания средней школы учился в Париже, на медицинском факультете. Впоследствии работал врачом-гигиенистом и быстро достиг высоких степеней в медицинской среде, научной работе и на государственной службе. В 1862 году он защитил диссертацию, а через год возглавил клинику. В 33 года Адриен Пруст стал преподавателем в университете.
В качестве гигиениста Пруст много путешествовал и побывал, в частности, в Персии и в России, с целью установить пути распространения холеры. За эту деятельность и сделанные им открытия он получил орден Почётного легиона.
Адриен Пруст руководил одним из отделений парижского госпиталя Шарите, затем госпиталей Ларибуазьер и Отель-Дьё. В 1879 году он стал членом Медицинской академии наук, в 1884-м — главным инспектором санитарных служб, а в 1885 году возглавил кафедру гигиены медицинского факультета в Париже.
«Трактат о гигиене» Адриена Пруста неоднократно переиздавался, а в начале XX века был переведён на русский язык и опубликован в России.

## Семья
3 сентября 1870 года доктор Адриен Пруст женился на Жанне Вейль. Молодая чета сняла квартиру недалеко от церкви Мадлен в Париже. Осада города заставила доктора Пруста увезти беременную жену к её дяде Луи Вейлю в Отёй, пригород Парижа.
В Отёе, 10 июля 1871 года, родился будущий писатель. Роды прошли благополучно, но ребёнок появился на свет слабым, поэтому крестили его лишь 5 августа и нарекли Марселем-Валантеном-Луи-Эженом-Жоржем. Впоследствии дом Луи Вейля и дом в Илье, где Марсель Пруст многократно бывал в детстве, соединились в его произведениях в один, ставший домом в Комбре, а Адриен Пруст стал прототипом отца Рассказчика в цикле романов «В поисках утраченного времени». Адриан Пруст также упоминается в романе «Любовь во время холеры» Габриэля Гарсиа Маркеса.
Семья доктора Пруста провела в Отёе несколько лет. Здесь у них родился (24 мая 1873 года) второй сын, Робер (1873—1935), ставший впоследствии, как отец, известным в Париже медиком. Наконец, 1 августа 1873 года семья перебралась в столицу и поселилась на бульваре Мальзерб, где прожила до 1900 года.